# Les Dragons de Nalsara
 (janvier 2024).
Si vous disposez d'ouvrages ou d'articles de référence ou si vous connaissez des sites web de qualité traitant du thème abordé ici, merci de compléter l'article en donnant les références utiles à sa vérifiabilité et en les liant à la section « Notes et références ».
Ne doit pas être confondu avec Les Dragons de Meereen.
Les Dragons de Nalsara est un cycle de fantasy écrit par Marie-Hélène Delval et illustré par Alban Marilleau,.

## Liste des volumes du cycle

### Le Troisième Œuf
- Date de publication : 19/06/2008
- Résumé : Sur l'île aux Dragons, où vivent Cham, Nyne et leur père, le Grand éleveur du royaume, trois œufs sont sur le point d'éclore... Les enfants sont tout excités : c'est la première fois qu'ils vont assister à une naissance de dragons ! Deux des œufs sont beiges; le troisième est d'un beau gris bleuté. C'est Nyne qui l'a trouvé sur la plage, et elle devine que ce bébé-là ne sera pas comme les autres...

### Le Plus vieux des Dragonniers
- Date de publication : 19/06/2008
- Résumé :  Un soir, une dragonne à bout de forces s’échoue sur l’île aux Dragons. Stupéfaits, Cham, Nyne et leur père découvrent que l’énorme créature porte la marque des dragons royaux. Elle s’est sûrement échappée ! Aussitôt, Antos envoie un message au palais de Nalsara. La réponse ne se fait pas attendre : messire Damian, le plus vieux des dragonniers, annonce son arrivée…

### Complot au palais
- Date de publication : 09/10/2008
- Résumé :  Un beau matin, un alcyon voyageur apporte une nouvelle incroyable sur l'île aux Dragons: Cham, Nyne et leur père, Antos, sont invités au palais du roi pour fêter l'anniversaire de son couronnement! C'est la première fois que les enfants se rendront à Nalsara, la capitale du royaume d'Ombrune! Cham, surtout, est fou de joie à l'idée de découvrir la Dragonnerie royale. Aussi, lorsque Antos lui annonce qu'ils n'iront pas, il est cruellement déçu...

### La Nuit des Élusims
- Date de publication : 12/02/2009
- Résumé : A Nalsara, les fêtes royales se sont terminées ; il est temps pour Cham et Nyne de rentrer chez eux, sur l’île aux Dragons. Alors qu’ils sont en pleine mer, le ciel se fait soudain menaçant. Une étrange tempête éclate… une tempête qui n’est pas naturelle ! La strige, cet effroyable dragon de fumée viendrait-elle se venger des enfants qui l’ont empêchée d’enlever le roi ?

### La Bête des profondeurs
- Date de publication : 24/04/2009
- Résumé : Un matin d’automne, Selka vient annoncer une effroyable nouvelle à Cham et Nyne : la Kralaane, une bête qui vit dans les profondeurs de l’océan, est sur le point de se réveiller. Si elle remonte à la surface, son souffle provoquera un raz-de-marée, qui détruira l’île aux Dragons et la ville de Nalsara. Les enfants apprennent qu’ils sont les seuls à pouvoir empêcher cette catastrophe. Comment ? C’est ce qu’ils vont devoir découvrir… et vite !

### La Colère de la Strige
- Date de publication : 02/07/2009
- Résumé : Un étrange nuage noir apparaît un jour au-dessus de l’île aux Dragons. En voyant sa couleur et sa forme, Cham et Nyne frissonnent : la strige, cet affreux dragon de fumée que les Addraks ont utilisé  pour tenter d’enlever le roi, les espionnerait-elle ? Pourtant, rien ne se passe… Pour vérifier leur sombre pressentiment, les enfants décident de consulter le miroir magique de Nyne…

### Le secret des magiciennes
- Date de publication : 08/10/2009
- Résumé : Un matin de neige, Cham et Nyne tombent nez à nez avec étrange visiteuse : une chouette blanche. Habituellement, il n’y en a pas, sur l’île aux Dragons… L’oiseau porte autour du cou une chaînette, au bout de laquelle se balance un petit cylindre. Et, dans le cylindre, il y a un message, qui va changer à tout jamais la vie des trois habitants de l’île : Enfants chéris, ne montrez pas trop vos pouvoirs ! Les Addraks vous détruiraient. D

### Sortilèges sur Nalsara
- Date de publication : 18/02/2010
- Résumé :  Après que la strige a essayé d’enlever Cham, messire Onys, le Maître Dragonnier, et les magiciennes ont préféré le garder auprès d’eux, à Nalsara, afin d’assurer sa protection. Le garçon, enfermé dans une tour du palais, s’ennuie à mourir. Alors, pour le divertir, Isendrine et Mélisande décident de lui donner sa première leçon de magie.

### La Citadelle noire
- Date de publication : 03/06/2010
- Résumé : Cham a été capturé par les Addraks. Sa mère et lui sont enfermés tout en haut d'une tour de la Citadelle Noire. Pour qu'ils aient une chance de s'enfuir, il faudrait que Dhydra ait son miroir magique avec elle. Le Maître Dragonnier et les magiciennes le savent. Ils font venir Nyne et Antos à Nalsara, et ils confient à la fillette une mission périlleuse: elle devra se rendre sur le territoire addrak et tenter de remettre le miroir à sa mère...

### Aux mains des sorciers
- Date de publication : 21/10/2010
- Résumé : Dans la Citadelle Noire,l'étau se resserre autour de Dhydra et Cham. Darkat, le sorcier addrak, ne cesse de tourner autour de son neveu : il l'emmène visiter les lieux, lui raconte l'histoire de "son" peuple, lui offre des fruits maléfiques. Son but : faire basculer le garçon du côté de la magie noire, l'inciter à appeler les dragons pour qu'ils rallient la cause addrak. Cham sera-t-il assez fort pour lui résister ?

### Les maléfices du marécage
- Date de publication : 03/02/2011
- Résumé : Cham et Dhydra ont réussi à s'enfuir de la Citadelle Noire. Ils traversent le Territoire des Addraks en direction du sud, dans l'espoir de rejoindre le royaume d'Ombrune. Mais la route est longue et dangereuse : pour atteindre les Montagnes du Nord, qui marquent la frontière entre les deux pays, la mère et le fils devront passer par un inquiétant marécage...

### Dans le ventre de la montagne
- Date de publication : 06/06/2011
- Résumé : Cham et Dhydra se sont réfugiés au cœur des Mornes Monts, dans les grottes où vit le Libre Peuple. Ils se sont liés d'amitié avec Nastrad, le chaman et Igrid, sa petite-fille. Mais il est temps de partir. Pour rejoindre le royaume d'Ombrune, Cham et Dhydra vont devoir parcourir les entrailles de la montagne,où les guettent des dangers insoupçonnés...

FIN DE LA PREMIÈRE ÉPOQUE

### Douze jours, douze nuits
- Date de publication : 20/10/2011
- Résumé : Cham n’est resté que peu de temps auprès de sa famille ; déjà, il doit repartir pour Nalsara. A l’aube de son onzième anniversaire, il va devenir le plus jeune écuyer d’un dragonnier que le royaume d’Ombrune ait jamais connu, et il prendra des leçons auprès des magiciennes. Le garçon doit être prêt le plus tôt possible, car, dans douze jours et douze nuits, le sortilège qui paralyse les Addraks prendra fin. Dans douze jours et douze nuits, ils seront plus redoutables que jamais…

### Magie noire et Dragon blanc
- Date de publication : 23/02/2012
- Résumé : Cham a enfin son dragon : il est blanc comme neige et s’appelle Cyd, ce qui signifie « Lumière » dans la langue des dragons. À peine éclos, le dragonneau sait déjà voler, et il grandit à une vitesse ahurissante ! C’est heureux, car les sorciers addraks se sont réveillés avec chacun une main ou un pied pétrifié, dans lequel se concentre une nouvelle puissance magique. Darkat, lui, a hérité d’une main ET d’un pied de pierre : le jeune sorcier est à présent le plus fort de tous, et il a un plan diabolique en tête…

### L'Envol du Schrik
- Date de publication : 12/07/2012
- Résumé :  Darkat, le sorcier addrak, a pénétré dans le cimetière des dragons pour voler une griffe de l'une de ces fabuleuses créatures. Avec cette simple griffe, il compte créer un monstre terrifiant, qui détruira le royaume d'Ombrune. Comment l'en empêcher ? À Nalsara, toutes les puissances magiques sont réunies afin de combattre ce sinistre sortilège. Hélas, la magie blanche paraît bien faible à côté de celle des Addraks... À moins que Cham parvienne à révéler ses talents de dragonnier-sorcier ?

### Le Dragonnier maudit
- Date de publication : 16/11/2012
- Résumé : Le jour ne s’est pas levé. Une obscurité maléfique règne sur le royaume d’Ombrune. Darkat, le sorcier addrak, célèbre ainsi la naissance de sa créature, le schrik. Avec un tel allié, la puissance destructrice des Addraks semble sans limite. Cependant, la résistance s’organise : les dragonniers de Nalsara sillonnent le pays, alertant la population. Cela suffira-t-il ? Car le schrik et son Dragonnier Maudit se dirigent déjà vers Talmir, une ville proche de la frontière, afin de la réduire en cendres…

### Les Ruses du Libre Peuple
- Date de publication : 21/03/2013
- Résumé : Alors que les armées Addraks sont sur le pied de guerre, celles du royaume d'Ombrune ne sont pas encore prêtes. Pour retarder le début des combats,Cham et Dhydra ont rejoint,dans les marécages leurs amis du Libre Peuple. Ensemble,ils organisent la guérilla : en puisant dans les pouvoirs de la nature,ils réservent à leurs ennemis plus d'une désagréable surprise.

### Avant que le jour se lève
- Date de publication : 17/10/2013
- Résumé : L’armée d’Ombrune est en marche. Afin de retarder les soldats ennemis, le Libre Peuple et les habitants de l’île aux Dragons ont fait naître d’étranges créatures dont le venin a des effets surprenants ! Or, ils ignorent que, dans l’ombre de la Citadelle Noire, Anya agit pour leur cause. Ils ne savent pas non plus que, bientôt, d’autres alliés inattendus les rejoindront. Pour les uns comme pour les autres, la nuit sera longue…

### Le pouvoir de Ténébreuse
- Date de publication  : 06/02/2014
- Résumé  : Les dragons et les élusims sont parvenus à s'emparer du diamant qui constituait le coeur de la strige, et ils l'ont confié à Nyne. La fillette ignore ce qu'elle doit en faire, même si elle se doute qu'il a un rôle à jouer dans la guerre contre les Addraks... À qui doit-elle le remettre ? À son frère ? À sa mère ? Nyne persuade donc son père quitter l'île aux Dragons et de se mettre en route, direction : le Territoire des Addraks !

### Sous le vent de Norlande
- Date de publication : 19/06/2014
- Résumé :  Entre Ombrune et les Addraks, une étrange guerre magique a commencé. Au pied des Mornes Monts, sur l'ancienne terre de Norlande, le Libre Peuple attend l'arrivée imminente des vingt-sept dragons et dragonniers envoyés de Nalsara, tandis que les sorciers sont prêts à passer à l'attaque. Les sortilèges lancés par Dhydra et Nastrad les ont retenus un temps, mais maintenant, l'affrontement final est inévitable...

## Personnages

### Personnages principaux
- Cham
- Nyne
- Dhydra : magicienne et parle aux dragons ; mère de Cham et Nyne ; morte avant le début de la saga
- Cyd : dragon blanc ; fils de Selka et dragon de Cham
- Antos : éleveur de dragons ; père de Cham et Nyne
- Selka : dragonne
- Nour : dragon
- Vag : élusim ; trouvé par Nyne sur la plage dans le tome 1
- Isendrine et Mélisande : magiciennes
- Darkat : sorcier

### Personnages secondaires
- Igrid
- Nastrad : chaman du Libre Peuple et grand-père d'Igrid
- Viriana : mère adoptive de Dhydra
- Roi Bertram : souverain du royaume d'Ombrune
- Messire Damyan : le plus vieux des dragonniers
- Messire Onys : maître dragonnier (dans le tome 2)
- Hadal
- Anya